# Праяградж
Праяградж (хинди प्रयागराज, англ. Prayagraj, урду پڑیگا‎, до XVII века — Праяга, до 2018 года — Аллахаба́д, урду الہ آباد‎, хинди इलाहाबाद) — город в Индии в штате Уттар-Прадеш, у слияния рек Ганг и Ямуна с населением 1 216 719 жителей (2011), специализирующийся на пищевой промышленности и производстве предметов религиозного культа. Родина Джавахарлала Неру и его дочери Индиры Ганди.

## История
Город, первоначально известный как Праяг, возник ещё в ведический период и упомянут в «Ведах» как место, где Брахма, создатель Вселенной, провёл обряд жертвоприношения. Археологические раскопки подтверждают существование здесь культуры северной чёрной лощёной керамики (600—700 гг. до н. э.). Согласно Пуранам Яяти, оставив Праяг, завоевал Сапта-синдху.
Когда индо-арии прибыли в Арьяварту, Праяг (или Каушамби) был важным населённым пунктом региона. Правители царства Куру основали вблизи Праяга города Каушамби, перенеся в него столицу царства после того, когда прежняя столица царства, Хастинапур, был разрушен наводнением.
Регион Доаба, включая Праяг, контролировался различными государствами. Регион являлся частью империи Маурьев, царства Гупта и Кушанского царства. О том, что в древности Праяг не уступал по почёту и славе Бенаресу и Хардвару, свидетельствует колонна Ашоки у стен Аллахабадской крепости. В 1193 году Праяг стал часть Делийского султаната. Впоследствии контроль над Праягом перешёл к Великим Моголам. Правитель империи Великих Моголов Акбар Великий, сознавая стратегическое значение Сангама, заложил у слияния Ямуны и Ганга крепость (форт Аллахабада) и назвал её именем Аллаха. Город был переименован в Аллахабад в 1575 или 1583 году и стал столицей одной из самых процветающих провинций Могольской империи. В 1599—1604 гг. здесь укрывался бунтовавший против отца Джахангир (рядом с крепостью — гробница его сына). В XV веке Аллахабад стал частью империи Каннаудж.
После распада Могольской империи на обладание Праяграджом притязали маратхские правители. В 1765 году гарнизон в форте Праяграджа разместили британцы. Поражение при Буксаре вынудило аудского наваба передать город (в 1801 г.) под управление Британской Ост-Индской компании. Во время Восстания сипаев (1857 год) город стал ареной ожесточённых столкновений. В 1904 году он стал административным центром Соединённых провинций, которые впоследствии были преобразованы в штат Уттар-Прадеш.
Праяградж считается колыбелью индийского движения за независимость. В доме, где жили Джавахарлал Неру и Индира Ганди, сейчас музей. Праяградж — родина 7 из 14 премьер-министров Индии.
В декабре 2001 года недалеко от города, над слиянием рек Ганг и Ямуна был развеян прах великого рок-музыканта Джорджа Харрисона, участника группы The Beatles.
В октябре 2018 года власти штата, в основном состоящие из представителей националистической партии «Бхаратия джаната парти», переименовали Аллахабад в Праяградж. Через два месяца это решение было утверждено правительством Индии. Переименование было встречено неоднозначно и в 2020 году оспаривалось в Верховном суде Индии.

## Религия
Город занимает почётное место среди священных городов индуизма. Каждые 12 лет в Праяградже проводят индуистский фестиваль Кумбха Мела. Это самый большой религиозный праздник мира, он длится больше месяца и за это время город посещает до 70 миллионов паломников. В день священного омовения более 10 миллионов человек совершает этот ритуал в Ганге.

## География и климат
Средняя высота над уровнем моря — 98 м.
Праяградж расположен в южной части штата у слияния рек Ганг и Ямуна. Железная дорога разделяет город на две части. К югу от железной дороги расположен старый город, гражданские линии (белый город) расположены к северу. Праяградж занимает стратегически важное положение. Аллахабад, являясь последним населённым пунктом на Ямуне, в культурном отношении, является крайней точкой Западной Индии. Поскольку Аллахабад расположен в междуречье Ганга и Ямуны (доаб), его почвы являются в основном аллювиальными.
Климат
Праяградж, как и другие города равнин Северной Индии, имеет субтропический океанический климат (Cwa) согласно классификации климатов Кёппена. Выделяют 3 сезона: жаркое и засушливое лето, прохладная и засушливая зима, тёплый и влажный сезон муссонов. Летний сезон длится с апреля по июнь, максимальные температуры в этот период достигают 40-45°С. Муссоны продолжаются с начала июля до конца сентября. Зимние температуры могут приближаться к 0°С. Самая высокая когда-либо зафиксированная температура: 48°С, самая низкая: −2°С.
| Показатель                    | Янв. | Фев. | Март | Апр. | Май  | Июнь | Июль | Авг. | Сен. | Окт. | Нояб. | Дек. | Год  |
| ----------------------------- | ---- | ---- | ---- | ---- | ---- | ---- | ---- | ---- | ---- | ---- | ----- | ---- | ---- |
| Абсолютный максимум, °C       | 32,8 | 36,3 | 42,5 | 45,8 | 48,4 | 48,8 | 45,6 | 42,7 | 39,6 | 40,6 | 36,0  | 31,9 | 48,8 |
| Средний суточный максимум, °C | 23,2 | 26,7 | 33,3 | 39,4 | 41,6 | 39,6 | 34,2 | 32,9 | 32,9 | 32,9 | 29,6  | 24,8 | 32,8 |
| Средняя температура, °C       | 16,2 | 18,7 | 24,6 | 29,9 | 33,9 | 33,4 | 29,5 | 28,2 | 28,1 | 25,9 | 20,7  | 16,6 | 25,5 |
| Средний суточный минимум, °C  | 8,9  | 11,3 | 16,2 | 22,2 | 26,3 | 28,0 | 26,5 | 25,9 | 24,7 | 20,4 | 14,3  | 9,9  | 19,4 |
| Абсолютный минимум, °C        | 1,1  | 1,1  | 7,2  | 12,7 | 17,2 | 18,7 | 18,8 | 21,1 | 18,3 | 11,7 | 5,6   | −0,7 | −0,7 |
| Норма осадков, мм             | 18   | 15   | 4    | 5    | 11   | 126  | 264  | 279  | 204  | 27   | 9     | 12   | 978  |
| Источник: IMD                 |      |      |      |      |      |      |      |      |      |      |       |      |      |

## Население
Население города по данным переписи 2001 года составляет 1 206 785 человек, население округа — 4 936 105 человек. Уровень грамотности составляет 82 %. Наиболее распространённые языки населения: хинди и урду. Наиболее распространённый диалект хинди, на котором говорят в Праяградже — авадхи, говорят также на диалектах кхари-боли и багхели. Индуисты составляют около 86,81 % населения, мусульмане — 12,72 %, христиане — 0,18 %, сикхи — 0,13 %, буддисты — 0,04 %.

## Транспорт
В 12 км от центра Праяграджа расположен аэропорт, осуществляющий регулярные рейсы до Дели. Ближайшие международные аэропорты находятся в Варанаси (ок. 148 км от Аллахабада) и в Лакхнау (ок. 200 км). Через город проходят несколько национальных хайвэев. Аллахабад хорошо соединён железными дорогами с другими городами северной Индии, здесь находится штаб-квартира Северо-центральной зоны Индийских железных дорог.